# L'albero della mia famiglia
L'albero della mia famiglia (noto internazionalmente come My Favorite Christmas Tree) è un film per la televisione del 2022 diretto da Jason Bourque.

## Trama
Decisa a ricostruire l'albero genealogico della sua famiglia, Kyla giunge a Conifer, dove incontra Joel, proprietario di una fattoria.

## Accoglienza
Sul sito di Internet Movie Database il film ha ricevuto un'accoglienza pari a 6,7/10.

## Riprese
Le riprese su sono svolte principalmente in Regno Unito.

## Distribuzione
Il film è arrivato negli USA il 20 novembre 2022; in Italia, invece, è stato trasmessosu TV8 il 2 dicembre seguente alle 15:35.